# Hellcab - Un inferno di taxi
Hellcab - Un inferno di taxi (Chicago Cab) è un film del 1997 diretto da Mary Cybulski e John Tintori, adattamento cinematografico dell'omonima piéce teatrale scritta da Will Kern.

## Trama
Avete mai guidato un taxi per 12 ore, il giorno della vigilia di Natale? Se non l'avete mai fatto, questo film è un vero “Cantico delle creature” rovesciato. Un taxi come palcoscenico dell'umanità, finestra mobile e insieme cassa di risonanza delle contraddizioni e dei cortocircuiti di un popolo che di umano ha conservato ormai molto poco. L'unica persona normale è il tassista spettatore sensibile e impotente, sismografo dell'andamento surreale di quella curva chiamata “genere umano” e insieme vittima dei suoi stessi clienti, dei loro amplessi sul sedile posteriore, delle loro sbornie di Roipnol, dei loro atteggiamenti ninfomani. Davvero un inferno di taxi.